# هارفي جيمس
هارفي جيمس (بالإنجليزية: Harvey James)‏ هو موسيقي أسترالي، ولد في 20 سبتمبر 1952 في شفيلد في المملكة المتحدة، وتوفي في 15 يناير 2011 بسبب سرطان الرئة.

## وصلات خارجية
- هارفي جيمس على موقع ميوزك برينز (الإنجليزية)
- هارفي جيمس على موقع ديسكوغز (الإنجليزية)